# Mały Kuntersztyn

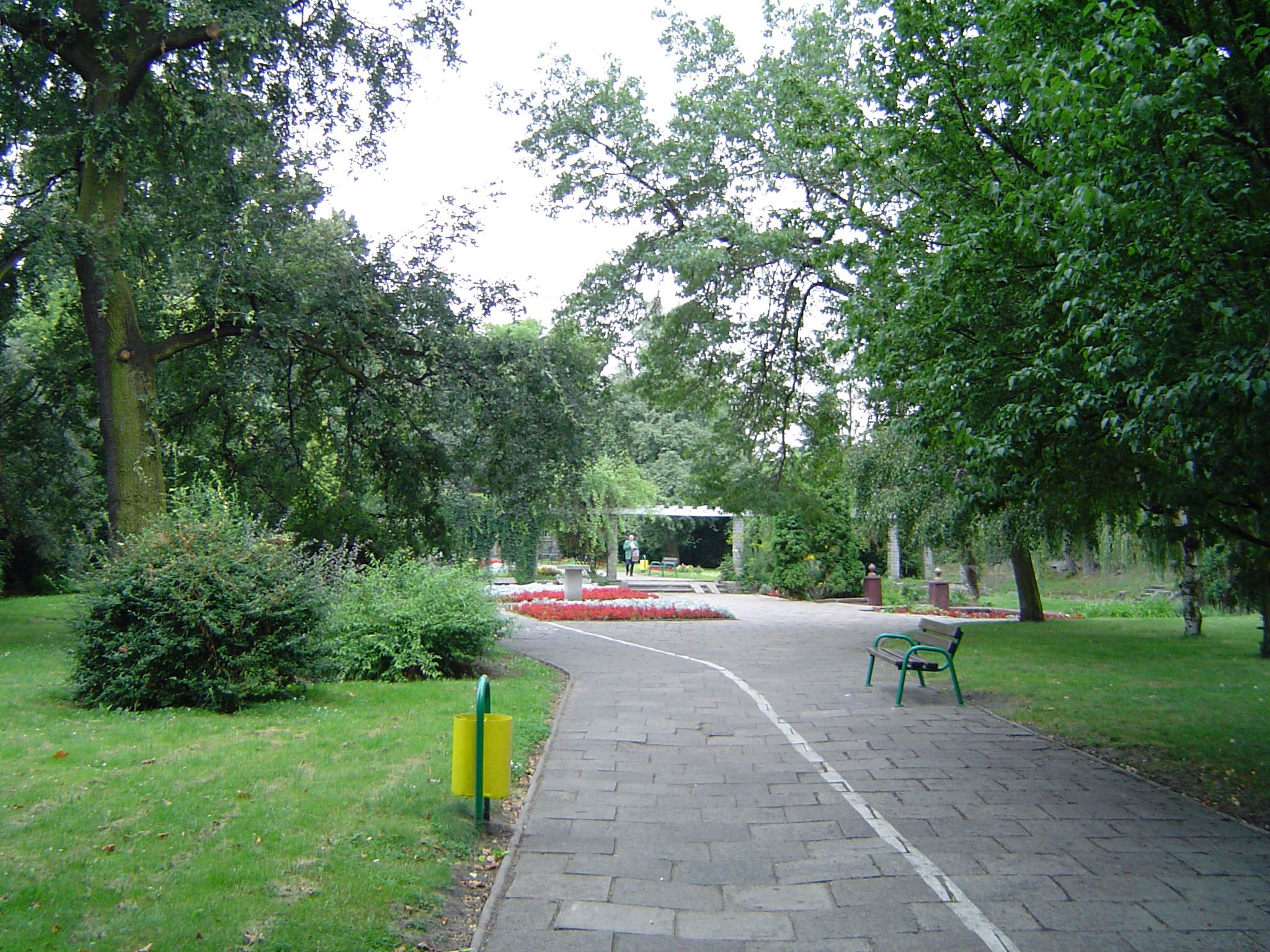
Ogród Botaniczny w Małym Kuntersztynie, 2007

Mały Kuntersztyn – osiedle mieszkaniowe Grudziądza, położone na północny wschód od Śródmieścia.

## Historia
Dawniej wieś, początkowo razem z Wielkim Kuntersztynem tworzyła miejscowość Kuntersztyn (według zapisów archiwalnych z 1633 roku – Konterstein). Miejscowość miała powierzchnię 2 włók. W 1667 roku należała do kościoła katolickiego w Grudziądzu. W połowie XVIII w. miejscowość została podzielona na Wielki i Mały Kuntersztyn.
Mały Kuntersztyn w 1764 roku został wydzierżawiony małżeństwu Zydowitzów, w 1781 roku właścicielem tych dóbr był już pracownik inspektoratu grudziądzkiej twierdzy, Meyer. Wybudował tu masywne domy mieszkalne i budynki gospodarcze. W 1799 roku wieś sprzedano oberżyście Schiemannowi i jego żonie Elżbiecie, która urządziła w folwarku oryginalny ogród z oranżerią z dziesięcioma figurami oraz różnymi gatunkami drzew.
W 1861 roku Kuntersztyn (128 ha) oraz Tarpno przejął Franciszek Kunterstein. W 1900 roku jego potomkowie sprzedali część wsi miastu Grudziądzowi. Pozostałe ziemie w 1929 roku przejął Skarb Państwa; znajdował się tam istniejący od 1850 do 2008 roku browar.
W 1935 roku nad Trynką, między obecnymi ulicami Bema i Armii Krajowej otwarto Park Botaniczny imienia króla Jana III Sobieskiego, obecnie grudziądzki Ogród Botaniczny (0,51 ha).